# 16. ceremonia wręczenia nagród Brytyjskiej Akademii Filmowej
16. ceremonia rozdania nagród Brytyjskiej Akademii Sztuk Filmowych i Telewizyjnych.
 Najwięcej statuetek otrzymał film Lawrence z Arabii (5).

## Laureaci
Laureaci oznaczeni są wytłuszczeniem

### Najlepszy film
- Lawrence z Arabii
- Billy Budd
- Rodzaj miłości
- Lola
- Pokój w kształcie L
- Cudotwórczyni
- Przeżyliśmy wojnę
- Tylko dwóch może grać
- Fedra
- West Side Story
- Tak długa nieobecność
- Nie zabijaj
- Jak w zwierciadle
- Jules i Jim
- Naga wyspa
- Dama z pieskiem
- Kapral w matni
- Zeszłego roku w Marienbadzie

### Najlepszy aktor
- Burt Lancaster − Ptasznik z Alcatraz
- Anthony Quinn − Lawrence z Arabii
- Kirk Douglas − Ostatni kowboj
- Robert Ryan − Billy Budd
- Charles Laughton − Burza nad Waszyngtonem
- Franco Citti − Włóczykij
- George Hamilton − Światło na Piazza
- Jean-Paul Belmondo − Ksiądz Leon Morin
- Georges Wilson − Tak długa nieobecność

### Najlepszy brytyjski aktor
- Peter O’Toole − Lawrence z Arabii
- Richard Attenborough − Obrońca z urzędu
- Alan Bates − Rodzaj miłości
- James Mason − Lolita
- Peter Sellers − Tylko dwóch może grać
- Laurence Olivier − Czas rozprawy

### Najlepsza aktorka
- Anne Bancroft − Cudotwórczyni
- Jeanne Moreau − Jules i Jim
- Anouk Aimée − Lola
- Melina Mercouri − Fedra
- Natalie Wood − Wiosenna bujność traw
- Geraldine Page − Słodki ptak młodości
- Harriet Andersson − Jak w zwierciadle

### Najlepsza brytyjska aktorka
- Leslie Caron − Pokój w kształcie L
- Janet Munro − O życie dla Ruth
- Virginia Maskell − The Wild and the Willing

### Najlepszy brytyjski film
- Lawrence z Arabii
- Billy Budd
- Rodzaj miłości
- Pokój w kształcie L
- Tylko dwóch może grać

### Najlepszy brytyjski scenariusz
- Robert Bolt − Lawrence z Arabii